# Monte Landis
Pour les articles homonymes, voir Landis.
Max Landstein, né le 20 avril 1931 à Glasgow (Écosse), est un acteur écossais, connu sous le nom de scène de Monte Landis (parfois crédité Monty Landis).

## Biographie
Au cinéma, Monte Landis contribue à vingt-six films (britanniques ou américains), depuis  La Souris qui rugissait de Jack Arnold (1959, avec Peter Sellers et Jean Seberg) jusqu'à Un ange de trop de James D. Parriott (en) (1990, avec Bob Hoskins et Denzel Washington).
Entretemps, citons L'Académie des coquins de Robert Hamer (1960, avec Terry-Thomas et Alastair Sim), Charade de Stanley Donen (1963, avec Audrey Hepburn et Cary Grant), Croisière surprise de Norman Taurog (1967, avec Elvis Presley et John Williams), Frankenstein Junior de Mel Brooks (1974, avec Gene Wilder et Marty Feldman), ou encore Profession : Génie de Martha Coolidge (1985, avec Val Kilmer et William Atherton).
Pouur la télévision (britannique ou américaine), il apparaît dans trente séries à partir de 1960, dont The Monkees (sept épisodes, 1967-1968), Columbo (un épisode, 1973), Les Craquantes (un épisode, 1987) et The Golden Palace (sa dernière série, un épisode, 1992).
S'ajoutent quatre téléfilms, le premier diffusé en 1964 ; le dernier est The Bastard de Lee H. Katzin (1978, avec Andrew Stevens et Tom Bosley).

## Filmographie partielle

### Cinéma
- 1959 : La Souris qui rugissait (The Mouse That Roared) de Jack Arnold : Cobbley
- 1960 : L'Académie des coquins (School for Scoundrels) de Robert Hamer : l'étudiant Fleetsnod
- 1962 : Le Limier de Scotland Yard (On the Beat) de Robert Asher : M. Bassett
- 1963 : Charade de Stanley Donen : le maître de cérémonie du Black Sheep Club
- 1967 : Croisière surprise (Double Trouble) de Norman Taurog : Georgie
- 1968 : La Cible (Targets) de Peter Bogdanovich : le marshal Smith
- 1968 : Star! de Robert Wise : Julian Brooke-Taylor
- 1970 : Myra Breckinridge de Michael Sharne : Vince
- 1974 : Frankenstein Junior (Young Frankenstein) de Mel Brooks : un fossoyeur
- 1983 : Barbe d'or et les Pirates (Yellowbeard) de Mel Damski : un gardien de prison
- 1984 : Body Double de Brian De Palma : Sid Goldberg
- 1985 : Pee-Wee Big Adventure de Tim Burton : Mario
- 1985 : Profession : Génie (Real Genius) de Martha Coolidge : Dr Mike Dodd
- 1990 : Un ange de trop (Heart Condition) de James D. Parrott : le serveur du Beverly Palm Hotel

### Télévision

#### Séries
- 1966 : Annie, agent très spécial (The Girl from U.N.C.L.E.)
  - Saison unique, épisode 10 Le Paradis perdu ('The Paradise Lost Affair) d'Alf Kjellin : Genghis Gomez VIII
- 1967 : Max la Menace (Get Smart)
  - Saison 3, épisode 1 Viva Max (Viva Smart) de Norman Abbott : le général Pajarito
- 1967 : Batman
  - Saison 3, épisode 11 Larcins londoniens (The Londinium Larcenies) d'Oscar Rudolph, épisode 12 Dans le brouillard (The Foggiest Notion) d'Oscar Rudolph et épisode 13 La Tour sanglante (The Bloody Tower) d'Oscar Rudolph : Basil
- 1967-1968 : The Monkees
  - Saison 2, épisode 3 Everywhere a Sheik, Sheik (1967 - King) d'Alexander Singer, épisode 4 Monkee Mayor (1967 - Zeckenbush) d'Alexander Singer, épisode 5 Art for Monkees' Sake (1967 - Duce) d'Alexander Singer, épisode 6 I Was a 99-Pound Weakling (1967 - Shah-Ku) d'Alexander Singer, épisode 8 Monkees Marooned (1967 - Pshaw) de James Frawley, épisode 20 The Devil and Peter Tork (1968 - Zero) de James Frawley et épisode 25 Monkees Blow Their Minds (1968 - Oraculo) de David Winters
- 1970 : Le Grand Chaparral (The High Chaparral)
  - Saison 3, épisode 23 Le Grand Patron (Too Many Chiefs) de Virgil W. Vogel : le tailleur
- 1971 : Hawaï police d'État (Hawaii Five-0)
  - Saison 3, épisodes 18 et 19 La Guerre des planches, 1re et 2e parties (F.O.B. Honolulu, Parts I & II) de Michael O'Herlihy : Tony Madrid
- 1973 : Columbo
  - Saison 3, épisode 2 Quand le vin est tiré (Any Old Port in a Storm) de Leo Penn : le sommelier du restaurant
- 1974-1977 : Sergent Anderson (Police Woman)
  - Saison 1, épisode 3 La Filière mexicaine (The Beautiful Die Young, 1974) de Barry Shear : le mouchard
  - Saison 3, épisode 20 Solitaire (1977) : rôle non spécifié
- 1977 : L'Homme de l'Atlantide (Man from Atlantis)
  - Saison unique, épisode 5 La Méduse (Man O'War) de Michael O'Herlihy : le maître d'hôtel
- 1985 : Hôpital central (General Hospital), feuilleton, épisodes non spécifiés : Saura
- 1987 : Les Craquantes (The Golden Girls)
  - Saison 3, épisode 13 Trois modèles de modèles (The Artist) : Victor
- 1987-1988 : Mr. Gun (Sledge Hammer!)
  - Saison 1, épisode 18 Desperately Seeking Dori (1987) : l'inspecteur de Scotland Yard McCall
  - Saison 2, épisode 18 It Happened What Night? (1988) de Bill Bixby : le directeur de l'hôtel
- 1992 : The Golden Palace
  - Saison unique, épisode 6 Can't Stand Losing You : M. Ricchutti

#### Téléfilms
- 1977 : Never Con a Killer de Buzz Kulik : Michael
- 1978 : The Bastard de Lee H. Katzin : Turly